# Johnny Eduardo Pinnock
Pour les articles homonymes, voir Pinnock (homonymie).
Johnny Eduardo Pinnock est né le 19 janvier 1946 à Mbanza-Kongo dans le nord de l'Angola et mort le 26 février 2000 à Bruxelles.

## Biographie
Il descend d'une lignée de rois du Kongo (ancien royaume situé en Afrique centrale) de par sa mère. Fils de John Eduardo Pinnock et de Isabel Laidy, princesse du trône Kongo).
Son père fut l'un des membres fondateurs de l'União das Populações de Angola (UPA) et plus tard du Front national de libération de l'Angola (FNLA). Il fut aussi un fervent nationaliste qui consacra une grande partie de sa vie à la cause de l'indépendance angolaise. Johnny Eduardo Pinnock a été le Premier Ministre du gouvernement de transition en 1975, pour le compte de son parti politique (le FNLA qui faisait partie du collège présidentiel à la suite des accords d'Alvor en vue de l'indépendance de l'Angola).
Johnny Edurdo Pinnock retourna en Angola en 1984 après un exil forcé de 8 ans grâce à une loi d'amnistie décrétée par le président José Eduardo dos Santos en 1983. Il occupa entre 1985 et 1989 les fonctions de directeur général de la compagnie ESPA (Empresa de Serviços Petroliferos de Angola) actuellement Sonangol Pesquisa e Produçao.
Il devint membre du Comité central et du Bureau Politique du MPLA en 1989 et entra au 1er gouvernement post-communiste de l'Angola en 1990 comme ministre des Affaires étrangères chargé de la coopération.
Johnny Eduardo Pinnock faisait partie de la délégation du MPLA dans les négociations de paix avec l'Union nationale pour l'indépendance totale de l'Angola (UNITA) de Jonas Savimbi (chef rebelle et ancien membre du FNLA) dès 1989 d'abord à Gbadolite (Zaïre) et plus tard à Bicesse (Portugal) qui aboutirent à un accord de paix à Estoril (Portugal) le 31 mai 1991.
Il fut élu député pour le MPLA en 1992 à la suite des élections générales en Angola (victoire du MPLA pour les législatives et un possible second tour pour les présidentielles entre Dos Santos et Savimbi qui ne verront jamais le jour avec le retour à la guerre civile dès 1993).
Johnny Eduardo Pinnock consacra sa vie au service du peuple angolais dans des postes comme Premier ministre, ministre, député, conseiller spécial du Président pour les affaires politiques et mourut en l'an 2000 étant ambassadeur de l'Angola au Benelux (Belgique, Pays-Bas et Luxembourg).